# Palacio de Oscarshall

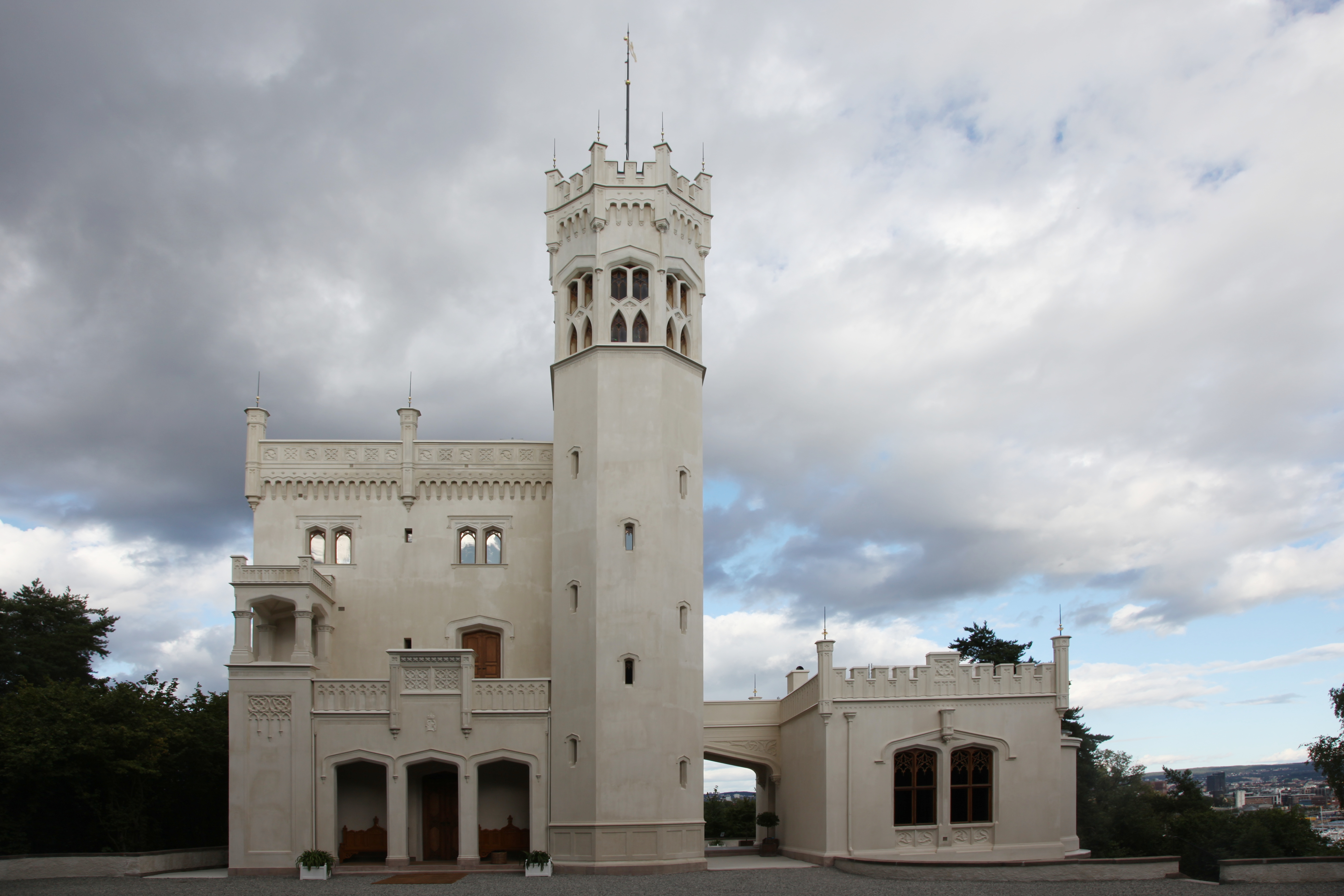
Oscarshall en 2009}

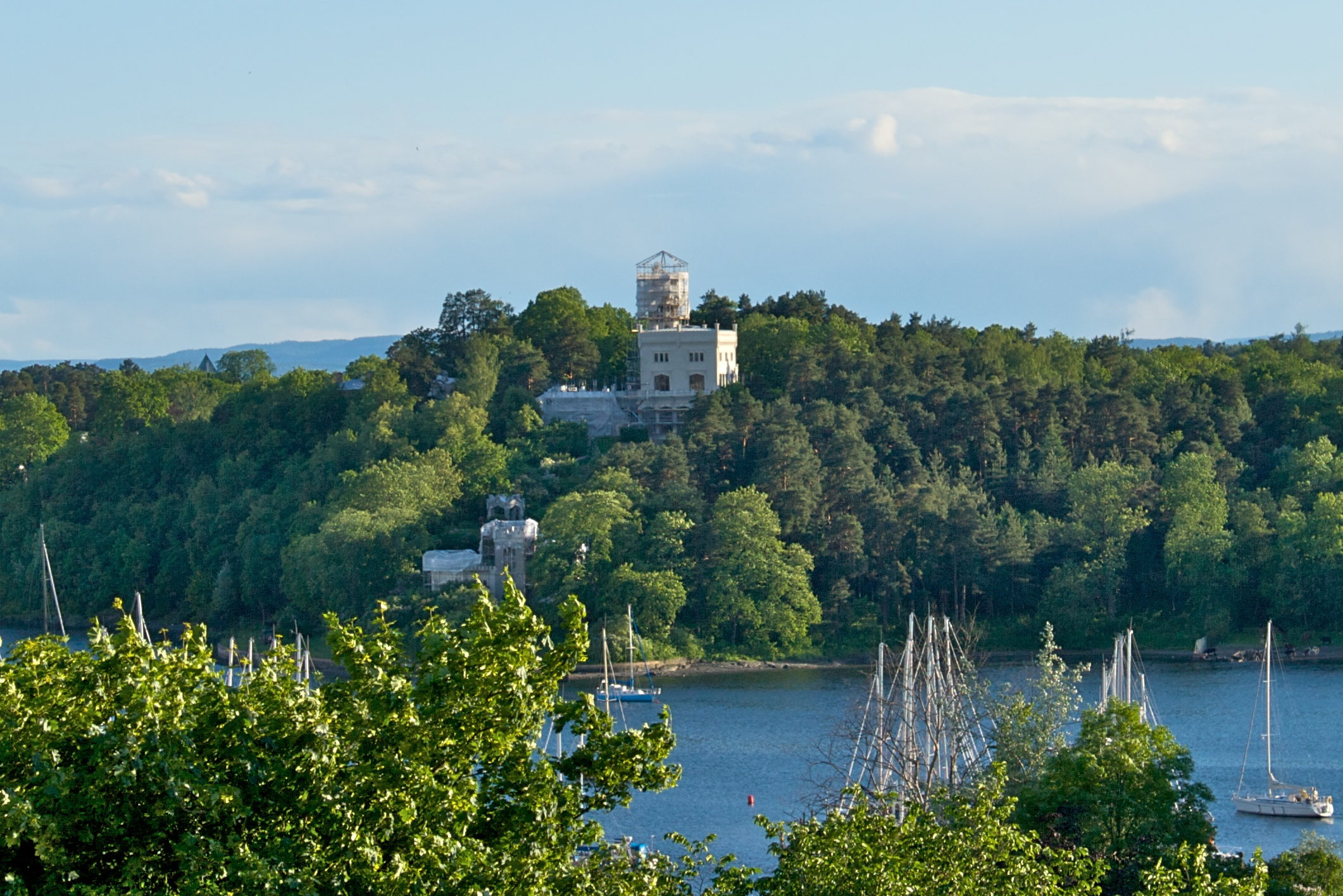
Vista en el fiordo

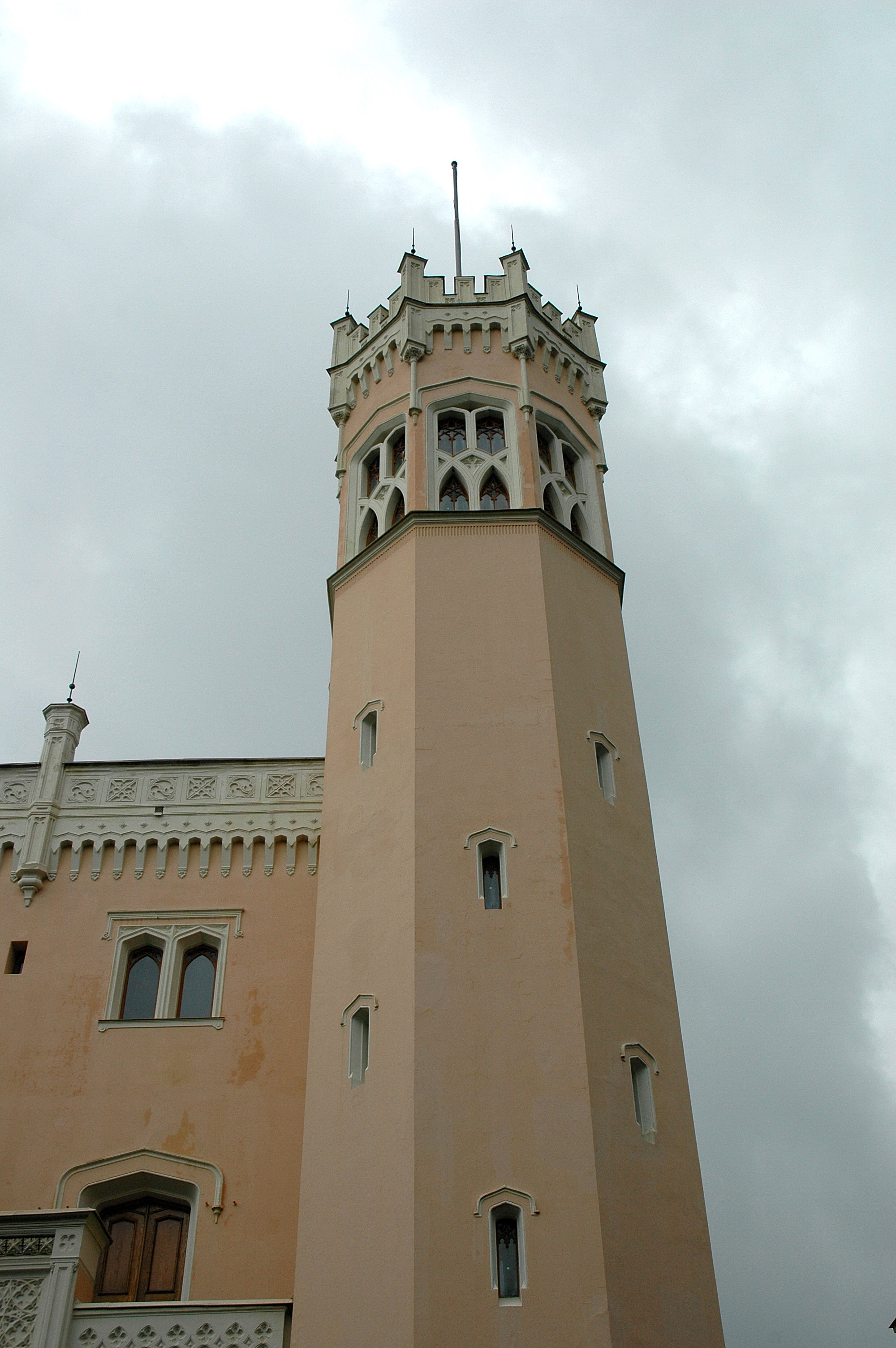
Castillo de Oscarshall.

El Palacio de Oscarshall se encuentra en el pequeño fiordo de Frognerkilen, en Bygdøy, Oslo, Noruega y fue construido entre 1847 y 1852 por el arquitecto danés Johan Henrik Nebelong para el rey Óscar I. Oscarshall fue vendido por el rey Carlos IV al Estado noruego en 1863, y ha estado a disposición de los reyes noruegos desde entonces. 
La construcción es considerada como una de las principales obras neogóticas de Noruega. El estilo del arquitecto está inspirado en los palacios neogóticos ingleses, como fue normal en Escandinavia durante la primera mitad del siglo XIX. Aparte de la construcción principal, la propiedad tiene un parque que conecta directamente al fiordo, donde hay un pabellón abierto.
El interior fue enteramente construido por artesanos y artistas noruegos. 
Después de que fuera remodelado en la década de los 1990, el palacio se abrió al público como un museo.
La gente confunde habitualmente el palacio de Oscarshall con la Fortaleza de Oscarsborg de Drøbak.